# U-691
Unterseeboot 691 (U-691) seria um submarino tipo VIIC/41 da Kriegsmarine, se tivesse chegado a ser construído. A sua construção pela Howaldtswerke de Hamburgo foi ordenada a 2 de Abril de 1942, sendo suspensa a 30 de Setembro de 1943 e cancelada a 2 de Junho de 1944, devido ao tipo VII tornar-se obsoleto pelo design do novo U-Boot tipo XXI.
A novela de Neal Stephenson, Cryptonomicon, inclui um ficticio U-691, tipo IXD/42, lançado em Wilhelmshaven a 9 de Setembro de 1940 (quatro anos antes do tipo IXD/42 ter sido realmente desenvolvido).